# 新佩斯会堂
新佩斯会堂（Újpest Synagogue）是一座犹太会堂，位于匈牙利首都布达佩斯的新佩斯区。

## 歷史
这座罗曼式风格的建筑兴建于1866年，设有1,000个座位。来自阿拉德（今属罗马尼亚）的桑德·罗森伯格拉比主持了开幕仪式。它的建立是新佩斯区的犹太人和基督徒的“盛大节日”。它坐落在阿蒂拉·约瑟夫街，距离新佩斯-Városkapu地铁站5分钟。
这座犹太会堂由洛伊家族创建。
犹太教正统派团体不赞同Neolog 犹太教，分裂出去建立自己的会堂。 
二战期间，这座犹太会堂遭到纳粹的掠夺，部分被毁，战后得到重建，旁边增建了犹太大屠杀纪念墙。纪念墙由匈牙利总统佐尔坦·蒂尔迪揭幕，墙上刻着在犹太人大屠杀中被杀害的17,000名新佩斯区犹太居民的姓名。